# Pyrisitia portoricensis
Pyrisitia portoricensis is een vlindersoort uit de familie van de Pieridae (witjes), onderfamilie Coliadinae.
De soort komt alleen voor in Puerto Rico.
Pyrisitia portoricensis werd in 1877 beschreven door Hermann Dewitz.